# Joan Tahafa-Viliamu
Joan Sisiati Tahafa Viliamu, née le 22 mars 1966 à Tuapa, Niue et morte le 25 novembre 2022 à Alofi, est une femme politique niuéenne.

## Biographie
Elle est issue de la famille Talagi du côté de son père, et de la famille Pihigia de par sa mère. Après des études secondaires, elle occupe divers emplois dans l'administration publique dans les années 1980 à 2000, étant notamment archiviste de 2002 à 2008. En 2008, elle quitte la fonction publique et ouvre son propre bar -doublé d'une boîte de nuit- à Alofi, la capitale. Elle entame une carrière politique en étant élue députée au Parlement de Niue lors des élections législatives du 7 mai 2011 - sans étiquette, puisqu'il n'existe pas de partis politiques à Niue. Le 17 mai, le premier ministre Toke Talagi la nomme ministre de la Santé et des Affaires communautaires, c'est-à-dire les affaires locales des villages. Son ministère a également la responsabilité des organisations non-gouvernementales, des affaires spécifiques aux femmes, et de la protection sociale.
Elle est réélue députée aux élections de 2014, mais n'est pas reconduite à son ministère. Elle conserve son siège de députée aux élections de 2017, mais le perd à celles de 2020.
Elle meurt deux ans plus tard d'une insuffisance rénale aiguë à l'hôpital à Alofi, à l'âge de 56 ans, ayant refusé une évacuation médicale vers un hôpital en Nouvelle-Zélande afin de passer ses derniers jours en présence de sa famille à Niué. Elle est inhumée à Alofi.